# Morotsmott
Morotsmott Sitochroa palealis är en fjärilsart som beskrevs av Michael Denis och Ignaz Schiffermüller, 1775. Morotsmott ingår i släktet Sitochroa och familjen Crambidae.  Enligt den finska rödlistan är arten nära hotad, NT, i Finland. Morotsmott har en livskraftig (LC) population i Sverige men förekommer bara tämligen sällsynt från Skåne till Ångermanland. Inga underarter finns listade i Catalogue of Life.

## Bildgalleri

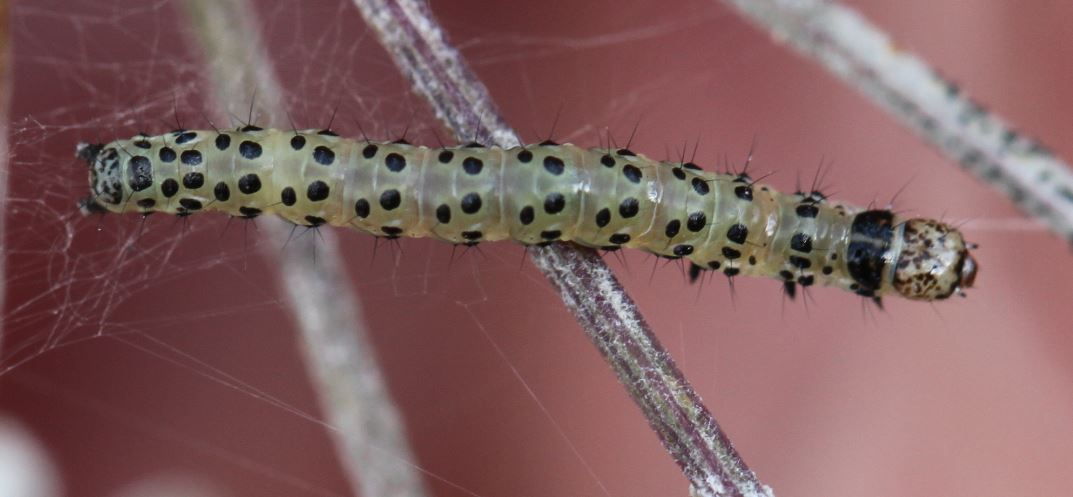
En ung larv
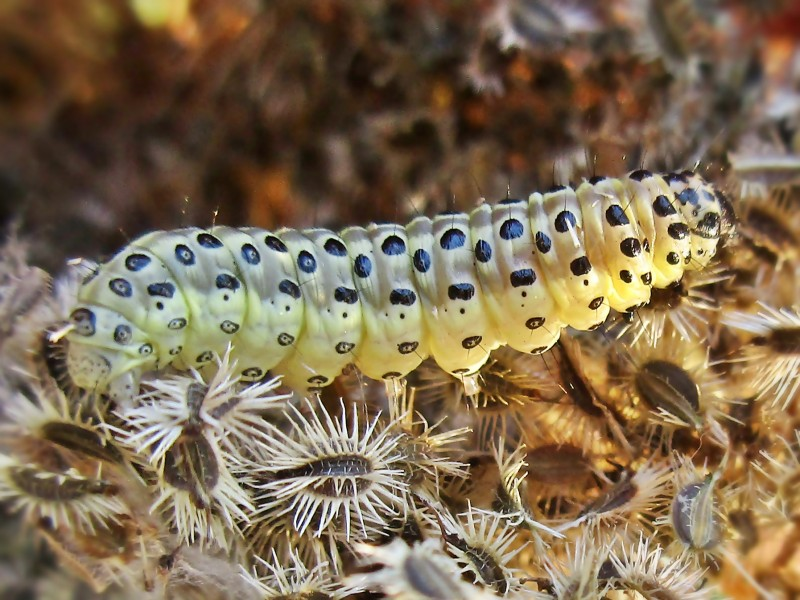
Fjärilens larv, något äldre
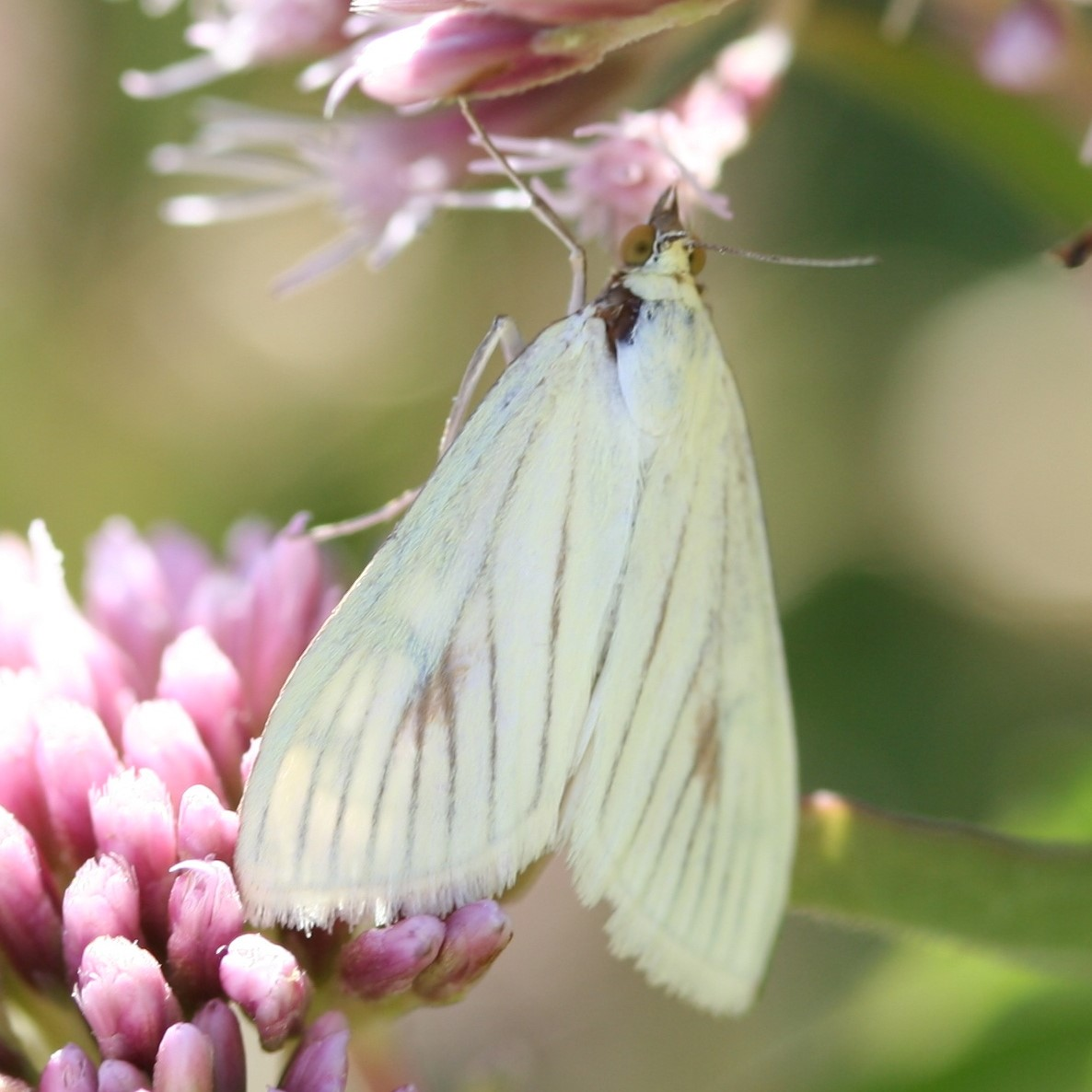
Imago fjäril
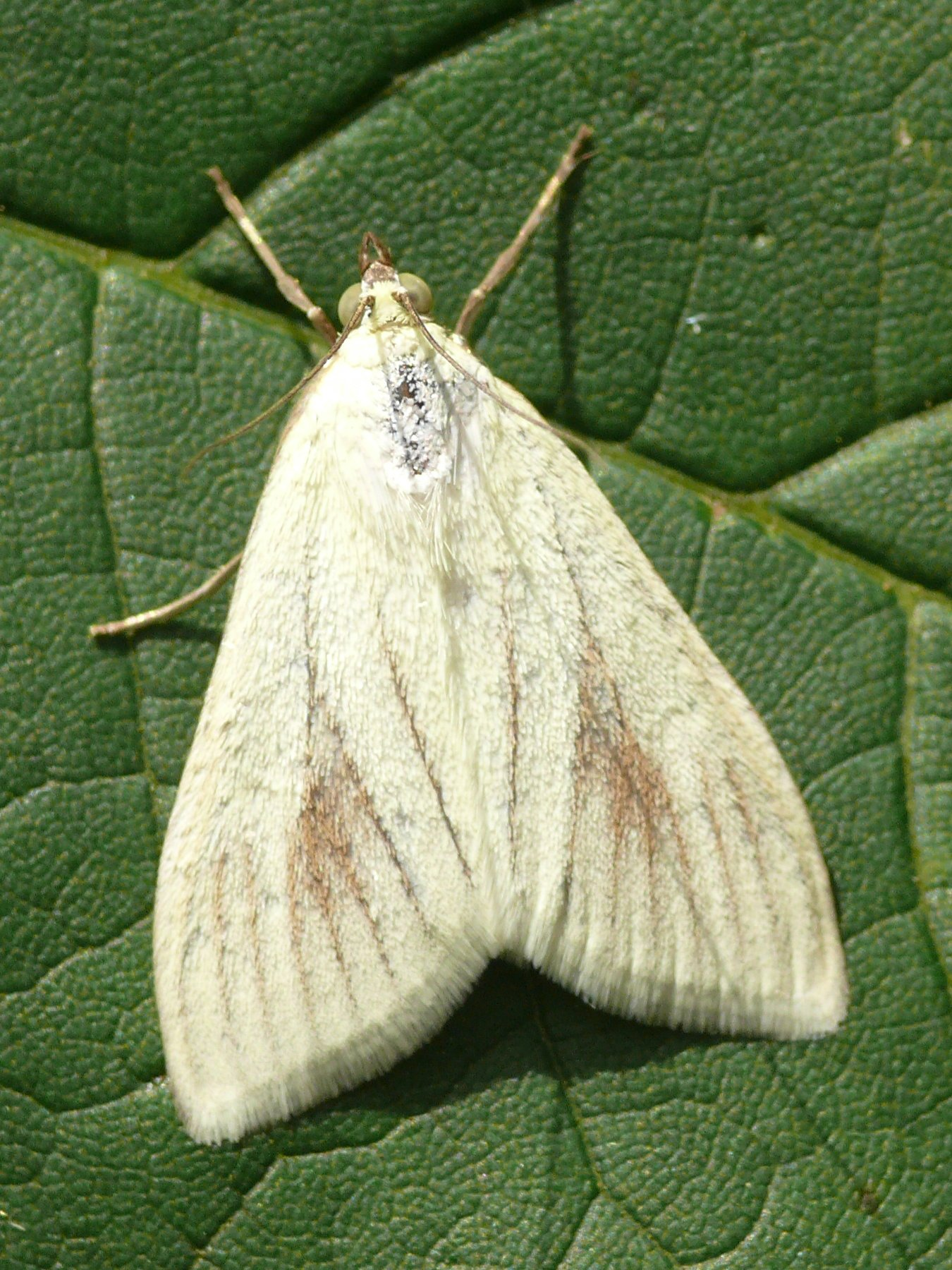
Imago fjäril
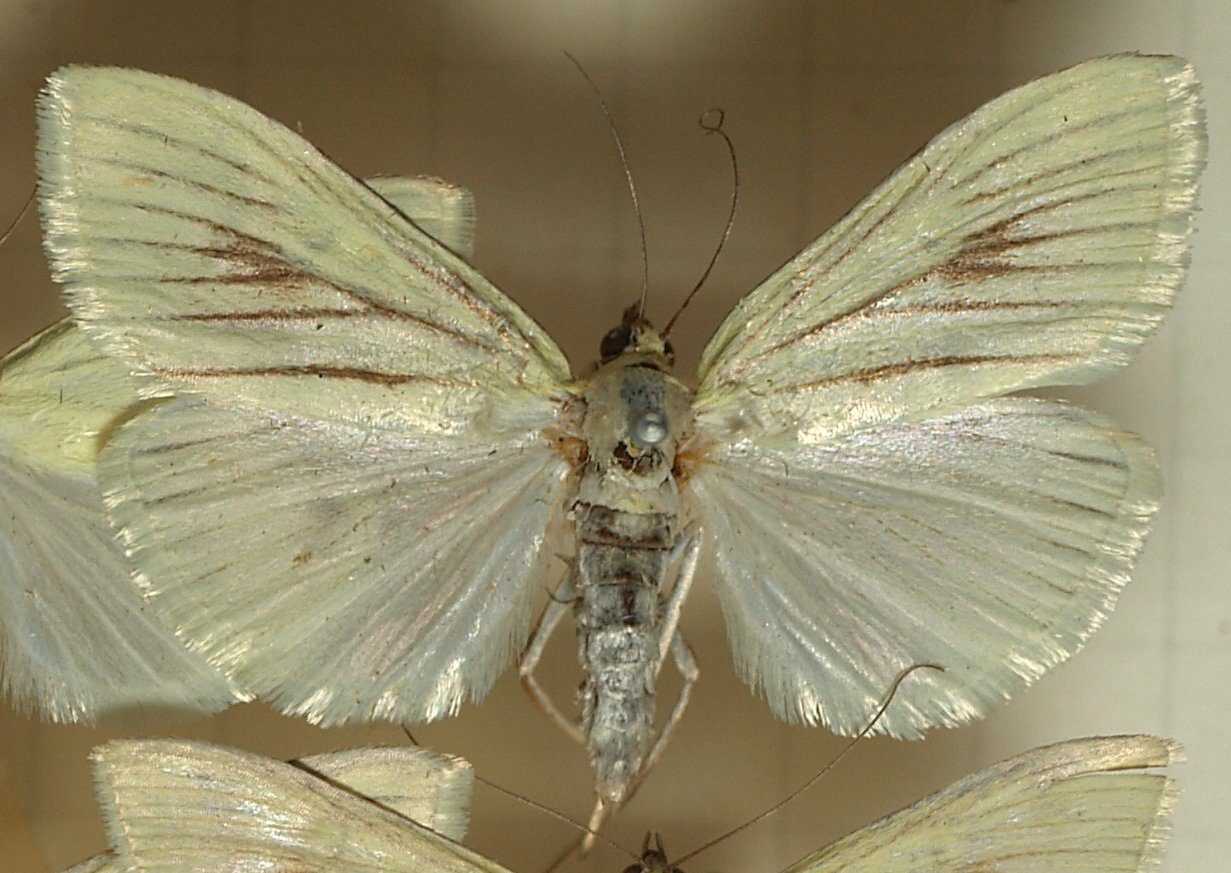
Preparerad (uppnålad) imago fjäril